# 曲がり角の彼女
『曲がり角の彼女』（まがりかどのかのじょ）は、2005年4月19日から6月28日まで毎週火曜日22：00 - 22：54に関西テレビ制作・フジテレビ系列の「火曜22時」枠で放送された日本のテレビドラマ。主演は稲森いずみ。

## 概要・エピソード
- キャッチコピーは、女の分岐点は、いきなりやってくる。
- 曲がり角の彼女というタイトルは、「恋に臆病になった女性が、角で曲がりながらも成長していく女性」の意味。つまり、三十路に立ちはだかった女性が角で待ってくれている男性に恋をするということになる。
- 初回は10分拡大で（22:10 - 23:14）放送、最終回は15分拡大で放送した。
- 稲森いずみは、初主演となった連続ドラマ『ハッピーマニア』以来のフジテレビドラマ主演となる。
- ドラマの挿入歌を歌ったSunSet Swishが無名のデビューで話題になった。
- 製作発表は、異例の女性陣のみの出席で行われた。『笑っていいとも!春の祭典スペシャル』も女性のみ出席。
- 第10話に青木さやかが、ウエディングドレス姿を披露した。この日の『FNNスーパーニュース』の文化芸能部で密着特集が放送された。
- 一番NGを出したのは主演の稲森いずみ。セリフには至って問題ないが、カットが掛かる前に笑い出すそうだ。出演者に一番受けた稲森のNGシーンは、山岸えり子が結婚する第10話の「てんとう虫のサンバ」を「結婚式のサンバ」と間違えたところ。このNGシーンは『がんばった大賞』で放送された。

## あらすじ
主人公、大島千春（稲森いずみ）は東京の大手ホテルの企画営業部に勤める仕事がバリバリ出来るキャリアウーマン。不倫相手の堀内正光（伊原剛志）と別れきれない33歳独身。
最近、職場の後輩で色気たっぷり25歳の三原なつみ（釈由美子）との若さの差が気になり出してきた。オーナーの息子・副社長の甲本一樹（要潤）の副社長就任パーティーは千春が仕切る予定だったが、トラブルで遅れることに。「私が行かなきゃ大変」と息せき切ってホテルに向かうも、なつみが代役を務めパーティーは滞りなく進行していた。そして、そこに現れた副社長の甲本一樹に「君がいなくても全く影響なかったみたいだけど」と嫌味を言われ腹を立てる。
いつの間にやら三十路を過ぎ、結婚できる相手はいない・酒量は増える・肌はやつれると崖っぷちになっている。そして千春は「幸せになるためのルール」を書き込むのであった。

## キャスト
○大手グランフォートホテル・企画営業部
大島千春（おおしま ちはる）（演:稲森いずみ）
33歳、企画営業部主任
- 仕事が出来る女で会社の上司からの信頼が厚く、部下からも慕われている。グランフォートホテル副社長として就任した甲本一樹に、やり方が汚すぎると反抗するが逆に言い返されてしまう。さらには主任のポストまで取られ窮地に陥ってしまう。なつみとは最大の敵・ライバルであり、余計なことに敏感ななつみに嫌悪感を抱いていたが、次第になつみに悩みを打ち明けられる関係になる。
- 一樹とは全く息が合っていなかったが、「不倫なんて最低だと思う」と言われたせいか、逆に一樹のことが好きになっているのかもしれないと思い始め、そして交際が始まる。その噂は企画営業部全体に伝わり、ついに一樹からプロポーズをされるが、不倫相手の堀内正光との関係が一樹の父親に露呈。企画営業部にもいられる時間が危うくなる。さらに一樹の義母にも言いたいことをいい、なつみに怒られる。
- 一樹と別れた後、顔をあわせるのにも気まずくなった千春に、GMI＝クレストリッチから引き抜きの話が舞い上がるが千春は一度は断ろうとする。しかし、両親やえり子の応援もあり、GMIへうつることを決意。十年間勤めたグランフォートを退職。

 三原なつみ（みはら なつみ）（助演:釈由美子）
25歳
千春の後輩。千春とはよくケンカをするが内心では千春を尊敬している。男はたくさん寄ってくるが恋には冷静。変わり者の一樹に好意を寄せている。密かに語学・経理を学んでいる。
甲本一樹（こうもと かずき）（演:要潤）
28歳
アメリカ帰りのグランフォートホテル副社長。社長・隆造に認められないことが悩み。
山岸→島村えり子（やまぎし→しまむら えりこ）（演:青木さやか）
33歳
客室係の主任で千春とは親友。千春と同じく結婚に対して悩んでいる。
甲本椿（こうもと つばき）（演:石川亜沙美）
27歳
一樹の従兄弟。お金のある実家で大切に育てられているせいか、若干世間とかけ離れた発言をすることがある。穏やかな感じでほんわかとしているために人には憎まれない。
三宅修二（みやけ しゅうじ）（演:金子貴俊）
26歳
千春の部下。愛称は修ちゃん。仕事が出来るほうではないが、そのキャラから愛されている。なつみの事が気になっている。
 真鍋健蔵（まなべ けんぞう）（演:佐戸井けん太）
47歳
企画営業部部長で、千春らの上司。いつも職場の雰囲気を和ませる。バツイチの子持ち。
 一条杏子（いちじょう きょうこ）（演:川島なお美）
41歳
人気エッセイストで、シングルマザー。グランフォートホテルのスイートルームに息子と居住中。ホテルの従業員とは顔なじみで、社員のプライベートにも顔を突っ込む。恋愛経験豊富である。
 一条江陸（いちじょう えりく）（演:吉川史樹）
6歳
杏子の一人息子。6歳とは思えないくらいの、大人らしい発言をする。21歳年上の椿に恋をする。
 堀内正光（ほりうち まさみつ）（演:伊原剛志）
40歳
千春の不倫相手。レストランを経営するシェフ。いいかげんで女好きだが、話相手になってくれるところに千春は惹かれる。
 堀内夕子（ほりうち ゆうこ）（演:三浦理恵子）
31歳
正光の妻で杏子の妹。夫を「まーちゃん」と呼び夫婦関係は上手くいっているように見えるが…
 谷村誠（たにむら まこと）（演:高知東生）
38歳
千春の元上司で、会社を辞めてダイニングレストランの店を開いている。
谷村アキ（たにむら あき）（演:湖田翔子）
36歳
誠の妻。子供はいないが円満である。

### ゲスト
◇第1話
- 大島清（おおしま きよし）（演:小野武彦）（第1・4・9・11話）

千春の父親。
- 大島秋子（おおしま あきこ）（演:大森暁美）（第1・4・9・10・11話）

千春の母親。
◇第2話
- 倉本ゆかり（くらもと ゆかり）（演:森脇英理子）

一樹の元婚約相手。
- 甲本隆造（こうもと りゅうぞう）（演:大林丈史）（第2・10・11話）

一樹の父親、グランフォートホテル社長。息子には仕事を一切任せない。
- 甲本のぶ子（こうもと　のぶこ）（演：島かおり）（第2・10・11話）

一樹の母親。
◇第4話
- 岡田栄太郎（おかだ えいたろう）（演:梅野泰靖）（第4・5話）

えり子の交際相手。
- 柴田ゆうすけ（しばた ゆうすけ）（演:水谷百輔）

◇第5話
- エステの人 （演:西丸優子）

千春・えり子・なつみが行っていたエステのマッサージ人。
◇第6話
- 倉田ミホ（くらた みほ）（演:木野花）

倉田ミホビューティクリニックの女社長。
◇第7話
- 三原敏江（みはら としえ）（演:石井苗子）

なつみの母、お金をせびっては逃げていく。
◇第9話
- 島村健一（しまむら けんいち）（演:袴田吉彦） （第8・9・10話）

えり子の幼馴染。一度だけ体の関係を持った際にえり子が妊娠。のちに結婚する。
- 藤田さなえ（ふじた さなえ）（演:佐々木麻緒）

江陸の友達。
- 藤田由美子（ふじた ゆみこ）（演:穴井夕子）

さなえの母親。
◇第10話
- 山岸健太郎（やまぎし けんたろう）（演:佐藤蛾次郎）

えり子の父。
- 島村京子（しまむら きょうこ）（演:大島蓉子）

健一の母。

## スタッフ
- 脚本:後藤法子
- 演出:新城毅彦ほか
- プロデューサー:吉條英希（関西テレビ）・安藤和久（関西テレビ）・遠田孝一（MMJ）
- 音楽:大島ミチル
- 主題歌:「Dear my friends」shela
- 挿入歌:「明日、笑えるように」SunSet Swish
- オープニング:「陽だまりに想う」高嶋ちさ子
- 協力:シェラトン都ホテル東京
- 制作:関西テレビ・MMJ

## 放送日程
放送回数:全11話･･･太字は、番組中に、○は、公式HPで表示。
| 各話                                                       | 放送日        | タイトル&サブタイトル                                     | 視聴率 |
| ---------------------------------------------------------- | ------------- | --------------------------------------------------------- | ------ |
| 第1話                                                      | 2005年4月19日 | Tバックに勝つ!! ○30代ガードルvs20代Tバック                | 16.1%  |
| 第2話                                                      | 2005年4月26日 | 選ぶ女選ばれる女 ○選ぶ女と選ばれる女                      | 12.9%  |
| 第3話                                                      | 2005年5月03日 | 不倫はやめよう! ○不倫はもうやめよう!                      | 12.3%  |
| 第4話                                                      | 2005年5月10日 | 年下男がアツい!! ○年下男がアツい!                         | 16.7%  |
| 第5話                                                      | 2005年5月17日 | もう我慢できない ○エッチはガマンだ!                       | 15.7%  |
| 第6話                                                      | 2005年5月24日 | 働く女で何が悪い ○働く女で何が悪い!!                      | 15.1%  |
| 第7話                                                      | 2005年5月31日 | 金は愛より強し? ○金は愛より強し!?                         | 12.5%  |
| 第8話                                                      | 2005年6月07日 | キス!? キス!! キス ○男女に友情成立せず! キス! キス! キス! | 13.7%  |
| 第9話                                                      | 2005年6月14日 | ハロー赤ちゃん!? ○こんにちは赤ちゃん!?                    | 14.5%  |
| 第10話                                                     | 2005年6月21日 | 花嫁と千春の決意 ○花嫁と千春の決意                        | 14.4%  |
| 最終話                                                     | 2005年6月28日 | 千春の生きる道! ○これが千春の生きる道!                    | 15.0%  |
| 平均視聴率 14.5%（視聴率は関東地区・ビデオリサーチ社調べ） |               |                                                           |        |

## テロップ
- ほかのドラマでは見られない、テロップが出されたことでも話題に。

| 各話   | テロップ |
| ------ | --- |
| 第2話  | ○大島千春 合コンが実はうれしい33歳 ○三原なつみ 合コンに一番冷静な25歳 ○甲本椿 今夜が合コンデビューの27歳 ○山岸えり子 すでに気合十分の33歳 |
| 第3話  | ○大島千春 自宅には寝に帰るだけの33歳 ○三原なつみ どんな彼氏にも自宅は教えない25歳 |
| 第4話  | ○大島千春 年下には、つい姉貴顔してしまう33歳 ○三原なつみ 男なら老若問わずに落としてきた25歳 |
| 第5話  | ○大島千春 不倫男と別れて以来してない33歳 ○三原なつみ 子供のときから恋多き女と呼ばれた25歳 |
| 第6話  | ○大島千春 仕事にはタフな33歳 ○三原なつみ 恋愛では、タフな25歳 ○山岸えり子 タフですでにおばちゃん化している33歳 ○堀内夕子 タフさとは無縁のプリティ主婦 |
| 第7話  | ○山岸えり子 貯金額一千万以上の33歳 ○甲本椿 自分名義の貯金額を把握していない27歳 ○三原なつみ すでに、貯金額300万以上の25歳 ○大島千春 10年働いて貯金額151万の33歳 |
| 第8話  | ○大島千春 昔から友達には不足しない33歳 ○三原なつみ 昔から友達を作らない25歳 ○山岸えり子 昔から友達に何でも相談してきた33歳 |
| 第9話  | ○大島千春 いつかは産みたい33歳 ○三原なつみ 産んでも一人までときめてる25歳 |
| 第10話 | ○大島千春 今度で最後の恋にしたい33歳 ○三原なつみ なかなか恋が始められない25歳 |
| 最終話 | ○甲本椿 実は片想いをしていた27歳 ○真鍋健蔵 離婚歴ありの哀愁?の男47歳 ○一条杏子 やっぱりタフな42歳 ○一条江陸 母譲りの立ち直りの早さを持つ6歳 ○堀内夕子 ダンナに扱いなれてきた31歳 ○堀内正光 それでも懲りない40歳 ○島村えり子 まだ新しい苗字になれない33歳 ○三宅修二 これからが大変そうな26歳 ○谷村夫婦 なんだかんだで仲が良い36歳と38歳 ○三原なつみ 立場逆転?の25歳 ○甲本一樹 結局振り回される副社長28歳 ○大島千春 まだまだ人生これからの33歳 |

## 幸せになるためのルール
- 千春が毎日書き綴っていた、自分の幸せを目指す。

| 各話   | ノート |
| ------ | --- |
| 第1話  | ○人間関係円満に 厄払いにいく かっこ悪い自分もたまには許す |
| 第2話  | ○考えすぎない。 不倫はもうやめよう。 |
| 第3話  | ○不倫はもうやめよう 今度こそ! |
| 第4話  | ○恋はいつか見つかる。 今は、一人の時間を楽しもう。 そういつかきっと出会える。 |
| 第5話  | ○人生、ガマンだ! 大人はみんな何かのために何かをガマンして生きている。 ○私は、 嫌いなものも食べる。 疲れていても歩く。 一週間は、禁酒。 人生、ガマンだ! 失敗したら反省 でも、言い訳はしない |
| 第6話  | ○仕事マシーン上等! 仕事も女も半端はしない! 次は絶対行くぞ!! |
| 第7話  | ○人生お金だ。日々節約 お金に負けない強い女になる。 |
| 第8話  | ○次の恋は慎重に! |
| 第9話  | ○妊娠、出産のこともちゃんと考える 産まれてきたことに感謝する。 |
| 第10話 | ○えり子の結婚式をカンペキなものにする 友達の幸せは素直に喜ぼう! いつか私も |
| 最終話 | ○新しい何かをとにかく見つける! |

| フジテレビ系（関西テレビ制作） 火曜22時枠の連続ドラマ | フジテレビ系（関西テレビ制作） 火曜22時枠の連続ドラマ | フジテレビ系（関西テレビ制作） 火曜22時枠の連続ドラマ |
| 前番組                                                | 番組名                                                | 次番組                                                |
| ----------------------------------------------------- | ----------------------------------------------------- | ----------------------------------------------------- |
| みんな昔は子供だった （2005.1.11 - 2005.3.22）        | 曲がり角の彼女 （2005.4.19 - 2005.6.21）              | がんばっていきまっしょい （2005.7.5 - 2005.9.13）     |